# АЕС Ангра
Атомна електростанція Ангра або Атомна електростанція імені адмірала Альваро Альберто (порт. Central Nuclear Almirante Álvaro Alberto, CNAAA) — єдина атомна електростанція Бразилії. Вона розташована на пляжі Ітаорна в Ангра-дос-Рейс, Ріо-де-Жанейро. Вона складається з двох реакторів з водою під тиском (PWR), Angra I, з чистою потужністю 609 МВт, вперше підключеної до енергомережі в 1985 році, і Angra II, з чистою потужністю 1275 МВт, підключеним у 2000 році.
Роботи над третім реактором, Angra III, з прогнозованою потужністю 1245 МВт, почалися в 1984 році, але були припинені в 1986 році. Роботи почалися знову 1 червня 2010 року для введення в експлуатацію в 2015 році, а потім відкладено на 2020-ті роки. Будівництво відновлено в листопаді 2022 року.

## Існуючий комплекс
Комплекс Central Nuclear Almirante Álvaro Alberto управляється Eletronuclear, державною компанією, яка є монополістом у виробництві атомної енергії в Бразилії. У комплексі працює близько 3000 людей і створює ще 10 000 непрямих робочих місць у штаті Ріо-де-Жанейро.
Angra I була придбана у Westinghouse США (її сестринською електростанцією є атомна електростанція Кршко в Словенії). Проектування станції було передано субпідрядником Gibbs and Hill (США) спільно з PROMON Engenharia S.A., а будівництво – Brasileira de Engenharia S.A.
Закупівля не включала передачу чутливих реакторних технологій. У результаті Angra II була побудована за німецькою технологією pre-Konvoi, як частина всеосяжної ядерної угоди між Бразилією та Західною Німеччиною, підписаної президентом Ернесто Гейзелем у 1975 році. Комплекс мав три блоки PWR із загальною потужністю близько 3000 МВт і мала бути першою з 4 атомних станцій, які будуть побудовані до 1990 року.

## Інформація про реактори
Станція має два діючих реактори з водою під тиском загальною корисною потужністю 1854 МВт. Його блоки оцінюються наступним чином:
| Блок      | Тип                     | Початок будівництва | Перша критичність | Комерційне виробництво | Електрична потужність | Коментар  |
| --------- | ----------------------- | ------------------- | ----------------- | ---------------------- | --------------------- | --------- |
| Ангра – 1 | Westinghouse 2-loop PWR | 1 травня 1971       | 3 березня 1982    | 1 січня 1985           | 609 МВт               | Працює    |
| Ангра – 2 | Siemens Pre-Konvoi PWR  | 1 січня 1976        | 14 липня 2000     | 1 лютого 2001          | 1245 МВт              | Працює    |
| Ангра – 3 | Siemens Pre-Konvoi PWR  | 1 червня 2010       | –                 | –                      | 1405 МВт              | Будується |

## Майбутній розвиток

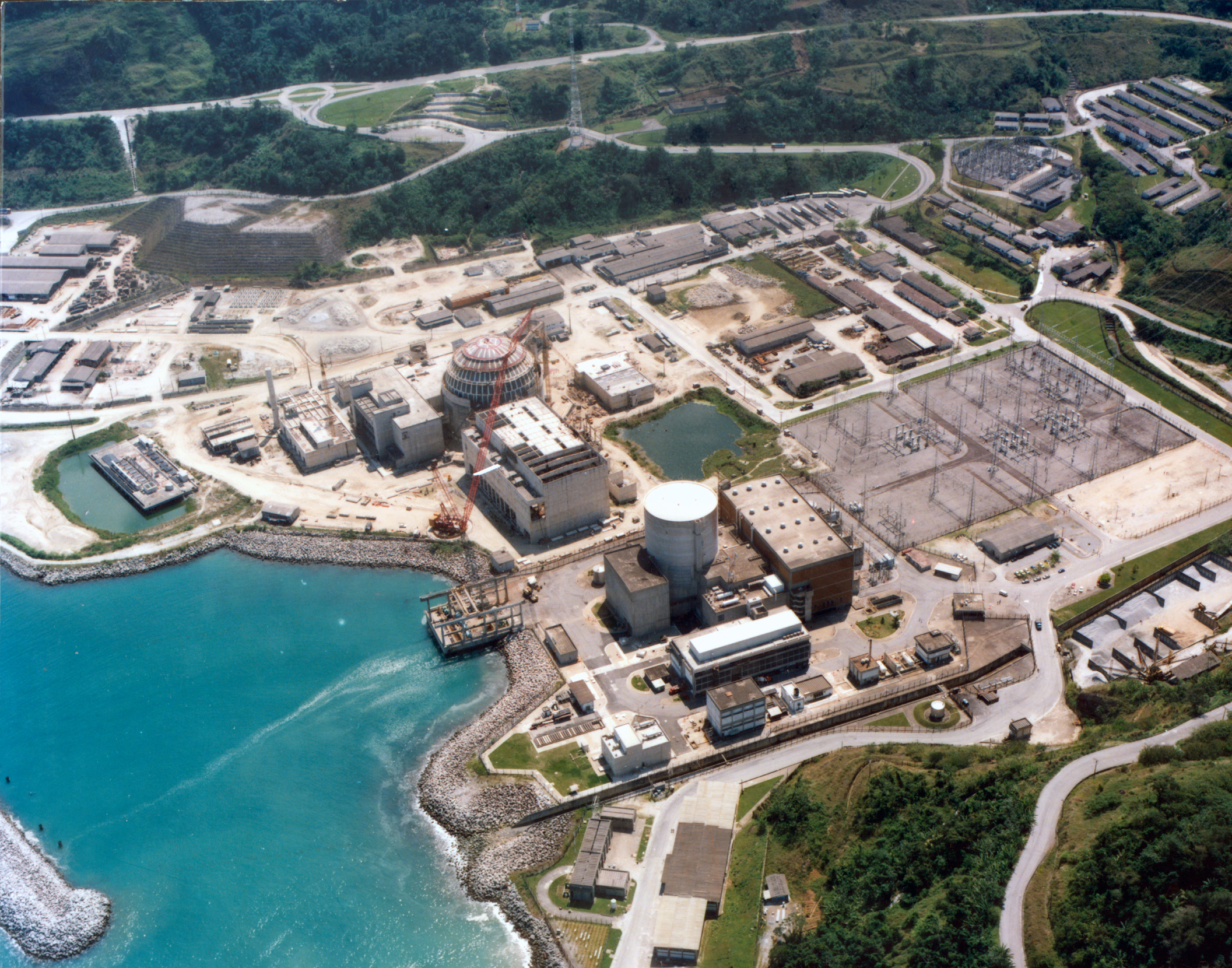
Будівельний майданчик Angra II у 1990-х роках

Розробка Angra III почалася в 1984 році як реактор з водою під тиском Siemens/KWU, але була зупинена в 1986 році. Близько 70% обладнання станції було придбано в 1985 році, але з тих пір знаходиться на зберіганні. У червні 2007 року Національна рада з енергетичної політики схвалила відновлення роботи. Президент Луїз Інасіо Лула да Сілва дав дозвіл на проект у липні 2007 року. У грудні 2008 року Eletronuclear підписала угоду про промислове співробітництво з Areva. 31 травня 2010 року Держатоматом видала ліцензію на будівництво третього реактора. Будівництво реактора, який має потужність 1350 МВт, розпочалося 1 червня 2010 року і, за прогнозами, мало бути введено в експлуатацію до 2018 року.
Після припинення будівництва в 2014 році уряд Бразилії вирішив продати з аукціону незавершену електростанцію приватним інвесторам у 2018 році. Виходячи з цього графіку та обсягу будівельних робіт, які необхідно завершити, заступник міністра енергетики очікував, що будівництво буде завершено до 2023 року.
У листопаді 2021 року уряд Бразилії переніс завершення Ангри III на 2026–2027 роки та оголосив про будівництво четвертої атомної електростанції, урочисте відкриття якої відбудеться у 2031 році. У лютому 2022 року консорціум, який добудує реактор, погодив контракт, згідно з яким планується запустити реактор у 2026 році.

## Зовнішні посилання
- Eletronuclear Official Website
- How Brazil Spun the Atom
- Angra-3 PWR Nuclear, Бразилія